# جيمس كيلي (لاعب كرة قدم أسترالية)
جيمس كيلي (بالإنجليزية: James Kelly)‏ هو لاعب كرة قدم أسترالية أسترالي، ولد في 29 ديسمبر 1983 في فيكتوريا في أستراليا.

## وصلات خارجية
- جيمس كيلي على موقع AustralianFootball.com (الإنجليزية)
- جيمس كيلي على موقع AFLtables.com (الإنجليزية)